# Pickeringia montana
Pickeringia montana Nutt. ex Torr. & A.Gray è una  pianta appartenente alla famiglia  delle Fabacee (o Leguminose). È l'unica specie nota del genere Pickeringia.

## Distribuzione e habitat
La specie è diffusa in California (Stati Uniti) e Bassa California (Messico).